# Gavilea patagonica
Gavilea patagonica es una especie de orquídea de hábito terrestre originaria de Chile.
Esta especie resulta muy interesante tanto por su distribución como por el hecho de constituir el nexo entre la sección Gavilea y la sección Andemia; carece de los repliegues carnosos típicos de las Gavileas, pero su labelo, aparentemente trilobado, es muy parecido a los labelos de la sección Gavilea.

## Descripción
Es una planta herbácea de hábito terrestre que alcanza los 20-40 cm de altura. Tiene hojas lanceoladas, agudas, envainantes. La inflorescencia es de 4-7 cm de longitud, con flores de color blanco con los ápices verdes; las brácteas son agudas y más cortas que las flores. El sépalo dorsal más o menos abovado, con el ápice bruscamente estrecheado y obtuso ; los sépalos laterales ligeramente asimétricos , estrechándose en una caudicula carnosa y oscura de 3-4 mm. Los pétalos son abovados y obtusos.. El labelo es trilobado y los lóbulos laterales de borde entero, de ámbito subrectangular con nervios oblicuos hacia el ápice, cubiertos de verrugas y laminillas de borde engrosado; el lóbulo central triangular, alargado; los bordes laterales laciniados con todo el labelo cubierto de apéndices cintiformes con el ápice engrosado y coloreado; el ápice del labelo es estrecho y carnoso. La columna de 5-6 mm es cerrada en la base por un verdadero cuello de cuyo borde superior emerge el labelo.

## Distribución y hábitat
Hasta ahora se le conoce en la Patagonia , donde fue coleccionada en la región de los Lagos y recientemente se ha encontrado en Aysén

## Taxonomía
- Sinonimia:[1][n. 1]

- Asarca patagonica Skottsb., Kongl. Svenska Vetensk. Acad. Handl., n.s., 56(5): 201 (1916), nom. illeg.
- Chloraea wittei Hicken, Physis (Buenos Aires) 3: 97 (1917).
- Gavilea wittei (Hicken) Ormerod, Oasis 2(2): 7 (2002).